# HE 0107-5240
HE 0107-5240 è una stella gigante rossa individuabile nella costellazione della Fenice. Dista circa 36000 al dal Sole e fa parte dell'alone galattico. È una delle stelle a più bassa metallicità conosciute ([Fe/H] = −5,3 ± 0,2), il che significa che possiede una quantità di ferro 200 000 volte inferiore a quella del Sole. Si tratta quindi di una delle prime stelle di popolazione II e probabilmente ha ricevuto i metalli che contiene dalla prima generazione di stelle dell'Universo, la popolazione III. È anche una delle stelle più vecchie conosciute con una età che si aggira intorno ai 12-13 miliardi di anni.
La stella ha una massa di 0,8  M☉. Ciò sembra smentire l'accreditata teoria secondo la quale le prime stelle fossero molto massicce. È stato tuttavia suggerito che la stella potrebbe essersi formata da una nube di gas molto massiccia che ha dato origine a stelle di grande massa ma che si è frammentata in modo da permettere la nascita di stelle della massa di HE0107-5240. Un'altra ipotesi è che il necessario mezzo per raffreddare la nube di gas da cui la stella si è originata in modo da determinarne il collasso è stato fornito non dai metalli, come di solito avviene, ma dall'idrogeno molecolare che doveva essere presente in gran quantità prima della reionizzazione dell'Universo. Dato che la stella è molto ricca dei prodotti del ciclo CNO in rapporto al ferro posseduto e dato che essa è troppo poco massiccia perché il ciclo CNO possa essere avvenuto in maniera significativa al suo interno, è stato speculato che la stella avesse in origine una compagna più massiccia di 3-7 M☉ che l'ha contaminata dei prodotti del ciclo CNO durante la sua fase di gigante. La compagna dovrebbe essere diventata ora una invisibile nana bianca.
HE 0107-5240 fu scoperta nel 2002 da Norbert Christlieb e colleghi dell'università di Amburgo in Germania nell'ambito di un progetto per la ricerca di quasar poco luminosi tramite il Schmidt da 1m dell'ESO. Fu poi osservata dal Telescopio 2,3m dell'Osservatorio di Siding Spring e dal Very Large Telescope in Cile. Nonostante la sua bassa metallicità HE0107-5240 non è la stella più povera di metalli conosciuta: HE 1327-2326 ([Fe/H]=−5,4), scoperta nel 2005 sempre nell'ambito della ricerca dell'università di Amburgo, e SMSS J031300.36-670839.3 ([Fe/H] < −7,1) scoperta nel 2014, hanno percentuali di ferro ancora inferiori di quelle contenute in HE 0107-5240.